# Wardsmithita
La wardsmithita és un mineral de la classe dels borats. Va ser anomenada en honor de Ward Cromwell Smith (1906-1998), geòleg del USGS que va treballar amb borats.

## Característiques
La wardsmithita és un borat de fórmula química Ca₅Mg(B₄O₇)₆·30H₂O. Cristal·litza en el sistema hexagonal. Els seus cristalls són de subèdrics a anèdrics, en forma d'escates primes amb contorn hexagonal, de fins a 15 μm; també apareix en coàguls i nòduls de gra fi, i
recobriments irregulars. La seva duresa a l'escala de Mohs és 2,5.

## Formació i jaciments
La warsmithita és un mineral rar producte de la meteorització de priceïta i colemanita. Va ser descoberta gràcies a mostres trobades en dos indrets diferents de Ryan, a Furnace Creek (Comtat d'Inyo, Califòrnia). Posteriorment ha estat descrita a altres indrets del mateix comtat.